# Малая конюга
Малая конюга (лат. Aethia pygmaea) — вид птиц из семейства чистиковых (Alcidae). У представителей этого вида самый маленький ареал по сравнению со всеми другими конюгами. Они встречаются и гнездятся только на Алеутских островах, Командорских островах, Курильских островах, острове Ионы, .
Малая конюга самый маленький представитель семейства, только конюга-крошка ещё меньше. Её английское название (Whiskered Auklet) происходит от длинных белых перьев, которые появляются на её лице в брачный период. В целом об этом виде известно довольно мало. 

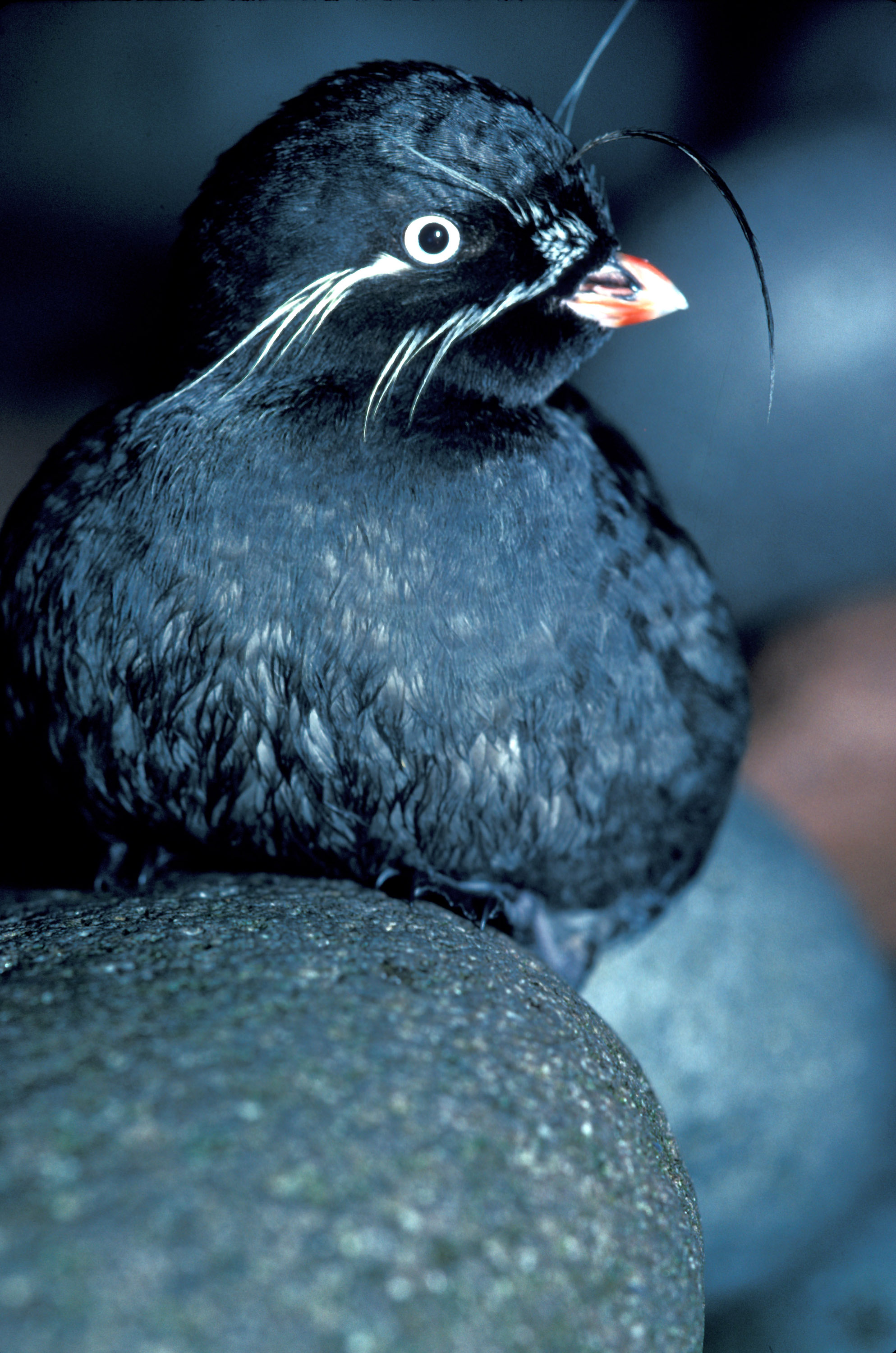
Малая конюга

Изначально существовали описания двух различных видов из разных зон её ареала, позже было установлено, что речь идёт об одном и том же виде с региональными вариациями во внешности. Усатые конюги живут в открытых колониях на скалистых берегах, совместно с другими морскими птицами. Самка откладывает как правило только по одному яйцу, в насиживании и воспитании потомства принимают участие оба родителя.
В поисках пищи усатые конюги не удаляются от суши на более чем 15 км и охотятся в небольших стайках. Летом их пища состоит главным образом из головоногих. Осенью и зимой они переходят на рачков, таких как криль.